# Dave Palone
Dave Palone, född 13 februari 1962 i Waynesburg, Pennsylvania, är en amerikansk travkusk och travtränare. Han är den mest segerrika travkusken någonsin, efter att ha tagit mer än 21 000 segrar under sin karriär som började 1982.

## Karriär
Palone blev intresserad av travsport efter att hans far tog med honom att se Adios Pace 1976. Ett år senare började han jobba för travtränaren Herman Hylkema. Palone vann sitt första lopp 1983.
Palone tog sin 15 000:e seger den 26 mars 2012 på hemmabanan Meadows Racetrack i Pennsylvania. Något som endast Hervé Filion lyckats med innan.
Palone har som mest tagit 885 segrar under ett och samma år. Han har varit Nordamerikas mest segerrika kusk 1999, 2000 och 2004, samt fått utmärkelsen Harness Tracks of America Driver of the Year 1999, 2000, 2003, 2004 och 2009. Palone blev i juli 2012 Nordamerikas mest segerrika kusk, och i november 2014 blev han världens mest segerrika kusk, en titel som han tog över från tysken Heinz Wewering.
Palone valdes in i Harness Racing Hall of Fame den 4 juli 2010.

### Sverigebesök
Dave Palone körde för första gången i Sverige 1998, då han körde kuskmatchen Charlie Mills Trot på Romme travbana. Palone kom då på nionde plats och kuskmatchen vanns av Åke Svanstedt.
Palone deltog även i 2015 års upplaga av Elitloppet, då han körde hästen Wind of the North som tränades av Daryl Bier. Ekipaget kom på femte plats i sitt kvalheat och kvalificerade sig därmed inte till final.